# Archemed
Der gemeinnützige Verein Archemed – Ärzte für Kinder in Not e. V. ist eine Nichtregierungsorganisation (NGO), die medizinische und humanitäre Hilfe für Kinder in Krisengebieten leistet. Das Zielland ist der ostafrikanische Staat Eritrea. Gemäß ihrem Leitbild möchte die Hilfsorganisation eine flächendeckende medizinische Versorgung von Kindern und gebärenden Müttern in Eritrea sichern. Archemed wurde am 10. Juni 2010 in Soest gegründet, die Geschäftsstelle befindet sich in Möhnesee.

## Organisation

### Ziele und Maßnahmen
Der Vereinszweck von Archemed ist der nachhaltige Aufbau einer medizinischen Infrastruktur, um das Leben der Kinder in Krisengebieten zu verbessern. Die Hilfe erfolgt ohne Ansehen nationaler, religiöser oder politischer Herkunft und ist kostenfrei. Etwa 250 ausschließlich ehrenamtlich tätige Mediziner, Krankenschwestern und -pfleger, Hebammen, Techniker, Handwerker und Ingenieure, zum Teil in international besetzten Teams, reisen ein- bis zweimal jährlich nach Eritrea, um ihre Projektarbeit durchzuführen. Neben der unmittelbaren medizinischen Hilfe liegt ein Schwerpunkt des Vereins in der fachlichen Schulung der einheimischen Ärzte und Schwestern. Das Engagement umfasst folgende Maßnahmen:
- Operative Versorgung von Kindern im International Operation Centre for Children in Asmara (IOCCA) und anderen Einrichtungen
- Allgemeine Kinderheilkunde mit dem Schwerpunkt Neonatologie
- Aufbau der Perinatologie durch eine sichere Geburtsbegleitung und die Versorgung der Früh- und Neugeborenen
- Soziale Projekte
- Bau- und Infrastrukturprojekte

### Struktur
Die Organe des Vereins sind die Mitgliederversammlung und der Vorstand. Die Mitgliederversammlung umfasst ca. 1000 Mitglieder und kommt mindestens einmal jährlich zusammen. 
Der Vorstand von Archemed besteht aus wenigstens fünf und höchstens sieben Vorstandsmitgliedern und arbeitet ausschließlich ehrenamtlich. Ihm obliegt die Führung der laufenden Vereinsgeschäfte sowie die satzungsgemäße Erfüllung des Vereinszwecks. Neben dem Vorsitzendem, seinem Stellvertreter und dem Schatzmeister gibt es aktuell vier Beisitzer. Vorstandssitzungen finden in der Regel monatlich statt. 
In der Geschäftsstelle sind neben ehrenamtlicher Unterstützung drei hauptamtliche Mitarbeiterinnen in Teilzeit beschäftigt. Die Geschäftsstelle bearbeitet und synchronisiert alle operativen Aufgaben des Vereins. 
Ein ehrenamtliches Lager- und Logistikteam koordiniert die Sammlung, Lagerung, Verpackung und Verzollung von Medikamenten, medizinischen Verbrauchsgütern, Geräten, Anlagen, Baumaterialien und Ersatzteilen. Mehr als 30 Seecontainer sind auf diese Weise nach Eritrea verbracht worden. 
Die Archemed-Stiftung ist eine nicht rechtsfähige Stiftung in der treuhänderischen Verwaltung des Vereins Archemed. Der Stiftungszweck ist die Unterstützung sowie die ideelle und materielle Förderung der Ziele und Aufgaben des Vereins; die Mittel dürfen nur für die satzungsgemäßen Vereinszwecke verwendet werden.  
Botschafterin von Archemed ist die Schauspielerin Senta Berger. 

### Finanzierung
Archemed finanziert sich ausschließlich über Mitgliedsbeiträge, Spenden aus privater und öffentlicher Hand sowie über Fördermittel kooperierender Vereine und Stiftungen. Seit 2016 führt der Verein das DZI-Spendensiegel und unterzieht sich jährlich der Prüfung der Spenden-Siegel-Standards. 

## Projektarbeit

### Medizinische Aktivitäten
Archemed setzt sich in erster Linie für eine bessere Gesundheitsversorgung von Kindern in Eritrea ein und setzt operative wie konservative Maßnahmen um. 

#### „International Operation Centre for Children in Asmara“ IOCCA
Im International Operation Centre for Children in Asmara (IOCCA) behandeln die Archemed-Chirurgenteams Krankheiten vieler kinderchirurgischer Fachgebiete. Vor seiner Umwidmung war das IOCCA ein leerstehendes Militärlazarett aus der Zeit der italienischen Kolonialherrschaft, gelegen auf dem Gelände des Orotta-Hospitals in Eritreas Hauptstadt Asmara. Von Mitarbeitern des Deutschen Herzzentrums in Sankt Augustin unter Leitung von Andreas Urban und in Zusammenarbeit mit drei deutschen Hilfsorganisationen (Hammer Forum, THW Hangelar, Karl Bröcker Stiftung) umgebaut, eingerichtet und ausgerüstet, ist das IOCCA seit 2002 in Betrieb. Seit 2010 steht es unter der Verwaltung von Archemed.
Das IOCCA verfügt über eine eigene Photovoltaikanlage und eine Wasseraufbereitungsanlage. Mit drei voll ausgestatteten Operationssälen inkl. einer Herz-Lungen-Maschine, einer postoperativen Intensivstation mit vier Beatmungsplätzen sowie einer Intermediärstation entspricht das OP-Zentrum hinsichtlich Funktion und Hygiene westlichen Standards.
Derzeit (Stand 2021) werden im IOCCA pro Jahr etwa 500 Operationen folgender Fachgebiete durchgeführt: Kinderherzchirurgie, Kinderneurochirurgie, Kinderurologie, Kinder-orthopädie und allgemeine Kinderchirurgie. Die Behandlung der Kinder ist kostenfrei. Eritreisches Medizinpersonal wird in die kinderchirurgischen Aktivitäten der Archemed-Teams einbezogen und geschult.

#### Neonatologie und Perinatologie
Archemed widmet sich dem frühzeitigen Erkennen von Problemsituationen des Fötus und der schwangeren Frau mit dem Ziel, die Mütter- und Kindersterblichkeit zu senken. Eine optimale Versorgung Neugeborener ist untrennbar mit einer Überwachung der Schwangerschaft und der vorgeburtlichen Identifizierung von Risikokonstellationen verbunden. Die meisten Geburten in Entwicklungsländern, vor allem in ländlichen Gebieten, finden immer noch zu Hause und ohne professionelle Unterstützung von Hebamme oder Arzt statt. Daraus resultiert ein hohes Risiko für Mutter und Kind, wenn die Geburt mit Komplikationen einhergeht. Durch den Aufbau und die medizinische Ausstattung neonatologischer Stationen zur Versorgung von Früh- und kranken Neugeborenen, die Qualifizierung einheimischen Personals sowie die engere Verzahnung von Geburtshilfe und Neugeborenenmedizin soll eine zuverlässige Versorgung der gebärenden Frauen und ihrer Kinder erreicht werden.
Durch Archemed unterstützte neonatologische Stationen befinden sich aktuell an den Projektstandorten Asmara, Keren, Barentu und Mendefera. Auch ältere Säuglinge mit Mangelernährung, Infektionskrankheiten oder anderen Krankheitsbildern werden dort versorgt.

#### Kinderonkologie
Archemed hat ein Kinderonkologieprojekt initiiert, mit welchem zwei gut heilbare Kinderkrebserkrankungen (Wilmstumor, Hodgkin-Lymphom) behandelt werden können. Dabei ruht ein Schwerpunkt auf der Aus- und Weiterbildung von Ärzten und Pflegepersonal, um auf Dauer ein selbständiges Arbeiten vor Ort zu ermöglichen.

#### Kinderintensivstation PICU
In Asmara unterstützt Archemed eine Kinderintensivstation (Paediatric Intensive Care Unit). Hier werden Kinder mit lebensbedrohlichen Krankheiten stationär aufgenommen. Der Verein saniert die bestehenden Räumlichkeiten und finanziert die Ausstattung der Station mit einer Solaranlage, einer Sauerstoff- und Druckluftanlage und anderen wichtigen Geräten.

#### Kinderorthopädie POCA
Mit der Gründung des POCA (Paediatric Orthopaedic Centre of Asmara) leistet Archemed eine vollumfängliche kinderorthopädische Versorgung im Großraum Asmara. Das Projekt POCA umfasst die Diagnostik von Fehlbildungen und Fehlstellungen des Stütz- und Bewegungsapparates, deren operative wie konservative Behandlung, die Versorgung mit Orthopädietechnik und physiotherapeutische Maßnahmen. Die Klumpfuß-Ambulanz inklusive einer Gipswerkstatt ist Teil des Gesamtprojekts. In allen Teildisziplinen werden einheimische Ärzte, Therapeuten und Techniker geschult.

#### Sozialpädiatrie
Gemeinsam mit der eritreischen Selbsthilfeorganisation NAIDDE (National Association of Intellectual and Developmental Disabilities in Eritrea) kümmert sich Archemed um die Behandlung von Entwicklungsstörungen bei Kindern, die mit motorischen Behinderungen, Wahrnehmungsstörungen und geistiger Einschränkung einhergehen. Betroffene Familien sind weitgehend auf sich gestellt, da Hilflosigkeit, Scham und zum Teil in traditionellen Vorstellungen begründete Schuldgefühle zur familiärer Isolation führen. Archemed leistet Aufklärungsarbeit und bietet Wissen über Ursachen, Erkennen und Hilfen bezüglich der jeweiligen Störung oder Behinderung wie Autismus, Down-Syndrom oder frühkindliche Hirnschädigungen.

### Soziale Aktivitäten
Neben den medizinischen Maßnahmen unterstützt Archemed auch sozial-humanitäre Projekte. 

#### FGM (Weibliche Genitalbeschneidung)
Laut Weltgesundheitsorganisation bezeichnet weibliche Genitalbeschneidung (Female Genital Mutilation, FGM) sämtliche Eingriffe, bei denen ein Teil der äußeren weiblichen Geschlechtsorgane oder das gesamte äußere Genital entfernt wird. Der medizinisch nicht indizierte Eingriff findet meist vor der Pubertät statt, aber auch vermehrt bei Säuglingen, und hinterlässt häufig schwerste physische und psychische Schäden. Seit 2007 ist FGM in Eritrea verboten, dennoch findet diese Praxis vor allem in den ländlichen Regionen Eritreas immer noch Anwendung. Archemed unterstützt in verschiedenen Dorfgemeinschaften gemeinsam mit lokalen Gruppen und einer eritreischen Koordinatorin Aufklärungskampagnen gegen diese Praxis. Gruppen von Frauen und Männern werden in Trainings und Workshops über die gesundheitlichen Risiken und Folgen von FGM informiert. Besonderes Augenmerk liegt auf der künftigen Elterngeneration. Kenntnisse über die Gesetzeslage stärken die eritreischen Frauen in ihrem Recht und fördern die Gleichberechtigung der Geschlechter.

#### Esel und Ziegen
Mit Hilfe eines eritreischen Netzwerkes werden besonders bedürftige Familien ausgewählt, häufig allein erziehende oder verwitwete Mütter mit ihren Kindern, denen ein Esel oder eine Ziege geschenkt wird. Esel helfen den Familien, die schweren Wasserkanister zu tragen und ihre Erzeugnisse zum Markt zu transportieren. So können die Kinder der Familien die Schule besuchen. Ziegen helfen den Familien, die Ernährung der Kinder sicherzustellen und über die Nachkommenschaft der weiblichen Tiere ein Einkommen zu sichern. Auf diese Weise kann ein bescheidener Wohlstand begründet werden. 

### Bau- und Infrastrukturmaßnahmen
Der Aufbau einer medizinischen Infrastruktur umfasst auch den Neubau sowie die Sanierung medizinischer Einrichtungen oder anderer Einrichtungen, die dem Satzungszweck entsprechen. 

#### Perinatalzentrum Keren
Der Grundstein für den Neubau einer Mutter-Kind-Klinik (Perinatalzentrum) in der zweitgrößten Stadt Eritreas wurde 2012 gelegt, die Inbetriebnahme des Gebäudes musste 2020 aufgrund der Corona-Pandemie verschoben werden. Der Rohbau inklusive der Dacheindeckung wurde vom Staat Eritrea übernommen. Archemed finanziert und realisiert die technische Ausstattung sowie die Einrichtung der Klinik. Das Perinatalzentrum mit Geburtsstation, Kreißsaal, Kaiserschnitt-OP und Neugeborenenintensivstation wird für etwa 5000 Familien der Provinz Anseba Anlaufstation für eine sichere Entbindung sowie die Versorgung von Mutter und Kind sein.

#### Kinderklinik Orotta-Hospital
In der Kinderklinik des Orotta-Hospitals in Asmara werden eine neue Kinderintensivstation PICU (Paediatric Intensiv Care Unit) sowie eine fachübergreifende Versorgungsstation, bestehend aus Kinderonkologie, Kinderorthopädie, Klumpfußambulanz, Physiotherapie und Sozialpädiatrie neu errichtet. Der Gebäudeteil wird gemeinsam mit einer eritreischen Baufirma sowie einer italienischen NGO durch Archemed saniert. Die Eröffnung und Inbetriebnahme musste 2020 aufgrund der Corona-Pandemie verschoben werden.

#### Satellitenmedizin
Die Errichtung und Förderung von Telemedizin in der Hauptstadt Asmara ermöglicht es, über das Internet ort- und zeitunabhängig auf medizinische Daten zurückzugreifen oder sogar direkte medizinische Leistungen wie Befundungen, Beratungen oder Ausbildung zu erbringen. 

#### Schulneubau Doroq
Bis zum Jahr 2018 hat Archemed die Renovierung der Grundschule im Dorf Doroq nahe Keren finanziert und mit Hilfe eritreischer Bauunternehmer realisiert. Die Schule steht unter der Leitung der katholischen Kirche und des Bischofs von Keren.